# Plan nummer 46
Plan #46 är ett musikalbum från 1998 av jazzsångerskan Rigmor Gustafsson.

## Låtlista
1. Love is a Little Late (Rigmor Gustafsson/Anders Lundin) – 7'28
2. The Catch (Rigmor Gustafsson/Anders Lundin) – 6'13
3. Prelude to a Kiss (Duke Ellington/Irving Gordon/Irving Mills) – 6'46
4. Plan #46 (Rigmor Gustafsson/Anders Lundin) – 4'19
5. Bluesette (Toots Thielemans) – 5'19
6. Gelsomina (Tino Derado/Marieke Pieters) – 5'35
7. I Will Stay the Way I Am (Rigmor Gustafsson/Anders Lundin) – 6'49
8. Kumbaya (Tino Derado) – 6'51
9. Rain (Rigmor Gustafsson/Fredrick Morgan) – 4'28
10. The End of a Love Affair (Edward Redding) – 6'19

## Medverkande
- Rigmor Gustafsson – sång
- Tino Derado – piano
- Gabriel Cuburger – saxofoner, flöjt
- Hans Glawischnig – bas
- Roland Schneider – trummor